# Besilesomab
El besilesomab és un anticòs monoclonal del tipus IG1 (immunoglobulina G de tipus 1) d'origen murí (provinent de ratolins) que s'uneix de manera específica a un epítop expressat a la membrana cel·lular dels granulòcits i als seus precursors. Aquesta unió específica permet la detecció de lesions inflamatòries i processos de metàstasi gràcies al marcatge de l'anticòs amb un l'isòtop radioactiu Tecneci-99m.

## Història
| Nom           | Besilesomab                                                 |
| Nom comercial | Scintimun                                                   |
| Tipus         | MAB                                                         |
| Font          | Ratolí                                                      |
| Objectiu      | Antigen CEA-Related                                         |
| Aplicacions   | Diagnòstic de lesions inflamatòries i detecció de metàstasi |

El besilesomab, marcat amb 99mTc, s'ha utilitzat des de 1992 a Suïssa, Hongria, República Txeca i Suècia gràcies a les autoritzacions de comercialització local i a Alemanya, sobre la base de prescripció individual.
Des de 1992, aproximadament 100.000 pacients han estat diagnosticats mitjançant la utilització de Scintimun en aquests països.
El gener de 2010, aquest radiofàrmac va aconseguir l'autorització de mercat per a tots els països europeus a través de la European Medicines Agency (EMEA) per a determinar la localització d'infecció en l'òs perifèric d'adults sospitosos de patir osteomielitis.
En el cas d'Espanya, no va ser fins al febrer de 2011 que els laboratoris especialitzats en medicaments radiofàrmacs, "IBA MOLYPHARMA",van rebre l'autorització de comercialització de Scintimun per part de les autoritats sanitàries.

## Estructura molecular
Besilesomab és un anticòs monoclonal antigranulòcits (BW 250/183), produïts en cèl·lules murines. Els anticossos són proteïnes del tipus immunoglobulines que segueixen un mateix model estructural. Té un pes molecular total de 150KDa: està compost per dues cadenes lleugeres iguals (κ) de 25 κDa i dues cadenes pesades (1γ) de 50 κDa, també idèntiques entre si. Les cadenes s'uneixen entre si mitjançant enllaços covalents del tipus disulfur (enllaç S-S). A més, aquesta estructura dimèrica (composta per dues subunitats monomèriques) és completament simètrica.
L'organisme és capaç de sintetitzar cinc tipus diferents d'anticossos humorals, i Besilesomab s'ha classificat en el tipus immunoglobulines G, concretament en les Immunoglobulines G1.
Els anticossos consten de dues parts. Una d'elles és la regió constant que és comuna a tots els anticossos i responsable de l'activació del sistema immunitari. L'altra és la regió variable que és característica de cada anticòs, ja que és la que reconeix de manera específica l'epítop al qual s'ha d'unir per donar lloc al complex antigen-anticòs. El paràtop de la regió variable de Besilesomab s'uneix específicament a NCA-95.

## Base del funcionament
Actualment, en l'àmbit de la medicina, és molt freqüent l'ús d'anticossos monoclonals com a mètode de diagnòstic. Els anticossos monoclonals són un tipus de proteïnes dissenyats per reconèixer una estructura específica (antigen) que es troba a l'organisme i unir-se a ella. El principi actiu Besilesomab s'uneix específicament a NCA-95 (antigen 95 de reacció creuada no específica), un epítop expressat a la membrana cel·lular dels granulòcits (un tipus de leucòcits implicats en el procés d'inflamació) i precursors de granulòcits (V09HA03). També és capaç de reaccionar de manera creuada amb tumors que expressen l'antigen carcinoembrionàri (CEA), una glicoproteïna sintetitzada durant el desenvolupament fetal i que no es detecta a la sang de les persones sanes adultes.
Abans del seu ús com a mètode de diagnòstic, Besilesomab ha de marcar-se radioactivament amb una solució de Tecneci-99m (un radioisòtop) formant el complex Tecneci (99mTc)-Besilesomab. Aquest s'uneix selectivament als neutròfils circulants en sang perifèrica (60-97%) però no ho fa amb altres cèl·lules sanguínies, tot i que també és capaç de fixar-se a altres estructures orgàniques, com les cèl·lules granulocítiques del fetge, del pulmó o la medul·la òssia, així com a les cèl·lules del carcinoma del còlon i altres tumors neoplàsics (pàncrees, pulmons o mama), però no ho fa sobre cèl·lules sanes de les parets dels vasos sanguinis o del teixit connectiu.
Quan el radiofàrmac s'injecta al pacient, l'anticòs monoclonal marcat es fixa a la superfície dels granulòcits que viatgen fins al focus de la infecció on es concentren per intentar combatre'l. La radioactivitat s'acumularà a la zona infectada i podrà detectar-se externament mitjançant una gammacàmera i obtenir imatges. Aquestes imatges mostraran els llocs on s'acumula el radiofàrmac, fet que permetrà al metge la localització de les zones d'infecció/inflamació als ossos perifèrics en adults en els quals se sospita l'existència de l'osteomielitis.
Cal remarcar que el Tecneci (99mTc)-Besilesomab sembla que no afecta a les funcions cel·lulars dels granulòcits marcats, i sembla també que no provoca cap efecte lític sobre les cèl·lules que expressen l'epítop NCA-95 a la seva membrana (ni per la via de complement ni per mitjà de la inducció d'anticossos). Sembla que tampoc afecta a la proliferació normal de cèl·lules en la medul·la òssia.

## Scintimun

### Comercialització
Scintimun és un medicament comercialitzat per l'empresa alemanya Hoechst utilitzat per al diagnòstic mèdic mitjançat la localització de zones amb processos d'inflamació/infecció, especialment usat per a la detecció de l'osteomielitis.
Pel que fa a la seva composició, aquest fàrmac té com a principi actiu Besilesomab (1mg.) i com a excipients (substàncies inactives usades per incorporar l'element actiu): Dihidrògen fostat de sodi (anhidre), Monohidrògen fosfat de disodi (anhidre), sorbitol E420 i nitrogen. Aquest compost s'ha de combinar amb un dissolvent específic i amb pertecnetat (99mTc) de sodi injectable, el qual actuarà com a marcador radioactiu. D'aquesta manera, la dissolució contindrà un pH de 6,5-7,5 permentent així que pugui ser injectat a l'organisme per via intravenosa.
Scintimun sempre se subministrarà en la quantitat mínima necessària perquè l'exploració sigui suficientment clara per proporcionar la informació requerida: la quantitat recomanada a administrar per via intravenosa és de 400 a 800 MBq. Després de la seva administració directa en sang, cal un temps d'espera mentre el material radioactiu es va eliminant del cos del pacient en forma de radiació gamma. Arribats a tal punt, el complex de Tecneci (99mTc)-Besilesomab s'uneix selectivament a neutròfils i granulòcits circulants en sang perifèrica i es dirigiran a les zones d'inflamació produint-se una acumulació de radiació que serà detectada per gammagrafies.

### Avantatges
Els principals avantatges de Scintimun respecte d'altres radiofàrmacs utilitzats amb la mateixa indicació són, entre d'altres, l'efectivitat del procediment de marcatge in vivo, la qualitat de les imatges obtingudes i la seva disponibilitat en tots els departaments de medicina nuclear, a més de tractar-se d'un mètode de diagnòstic fàcil, ràpid i segur.
Scintimun va aconseguir resultats similars als obtinguts amb l'ús de glòbuls blancs radiomarcats (utilitzats també per al diagnòstic i localització d'osteomielitis a les extremitats). Concretament, l'índex de concordança fou d'un 83%.
A més, la probabilitat que es doni una sobredosi en el subministrament del compost Besilesomab és gairebé nul·la perquè les injeccions estan preparades per a una dosi individual amb condicions estrictament controlades per personal sanitari. Malgrat tot, si es donés el cas, seria precís beure gran quantitat d'aigua i el consumir laxants per tal augmentar i facilitar l'eliminació del producte del cos.

### Efectes secundaris
S'ha observat que Scintimun presenta possibles efectes secundaris. Un dels més freqüents és la síntesi d'anticossos anti-ratolí que reaccionen amb l'anticòs present a Scintimun (Besilesomab) amb risc de reacció al·lèrgica. Altres efectes secundaris a destacar, encara que menys freqüents, són: tensió arterial baixa (hipotensió), urticàries, dolors musculars o articulars. En casos molt estranys també es poden produir marejos o reaccions al·lèrgiques greus que provoquen dificultat al pacient a l'hora de respirar. Pel fet que aquest medicament té caràcter radioactiu es creu que podria provocar càncer o defectes hereditaris, això no obstant, es desconeix la freqüència d'aquestes reaccions adverses.

## Tecneci 99m
El 99mTc (la m indica que és un isòmer nuclear metaestable) és el més lleuger dels elements químics que no compten amb isòtops estables. És el primer element sintètic que de la taula periòdica, i és actualment el dionúclid més emprat en medicina nuclear. Té una vida mitjana molt curta i és emissor de raig gamma. És el radioisòtop més utilitzat en la pràctica diagnòstica: s'estima que el 80% dels procediments de medicina nuclear l'utilitzen. S'administra a dosis molt petites de manera que no té ni acció farmacològica, ni efectes secundaris, ni reaccions indesitjables greus. El tecneci-99 no emet partícules, tan sols radiació gamma, i és fàcil de manejar, doncs es detecta amb facilitat i està poc temps actiu a l'organisme. Això permet realitzar l'exploració amb una mínima exposició del pacient a radiació. La radiació que emet l'isòtop es detecta des de l'exterior mitjançant una gammacàmera, que detecta la radiació gamma, i que proporciona la gammagrafia. La imatge resultant és un gammagrama o escintigrama, que és similar a les radiografies de raigs X en les quals les àrees més obscures indiquen una major concentració de radioactivitat en l'òrgan estudiat. En cas que es produeixi la detecció d'osteomielitis, es realitza una gammagrafia òssia que proporciona informació de tot l'esquelet i les seves alteracions.

## Eficàcia del Besilesomab en el diagnòstic d'osteomielitis

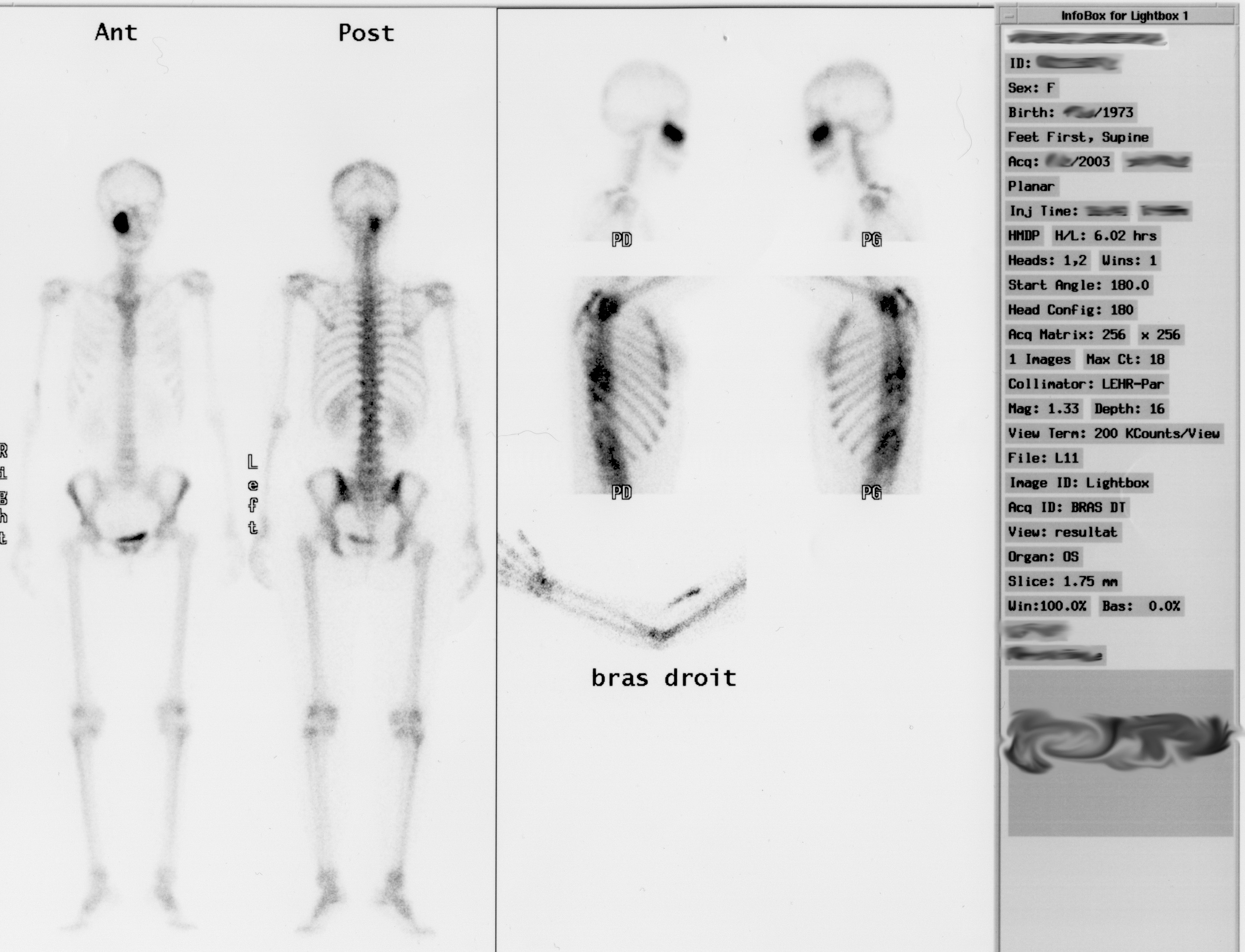
Gammagrafia òssia de l'esquelet humà (dona jove amb lesió visible en l'òrbita dreta)

Un estudi publicat al febrer de 2011 revela que l'ús de Besilesomab és efectiu per tal de diagnosticar osteomielitis.
L'osteomielitis és una malaltia que té origen en una infecció bacteriana, generalment de Staphylococcus aureus. La infecció afecta a l'os i és llavors quan els leucòcits que es troben a la sang irrompen en el teixit ossi i segreguen enzims per tal d'eliminar l'agent infecciós. El pus resultant s'estén pels vasos sanguinis de l'os i els obstrueix, de manera que impedeix l'entrada de sang i progressivament es produeix una necrosi de l'os.
Els estudis d'imatge són rellevants en el diagnòstic de l'osteomielitis i crucials per la curació tenint en compte que proporcionen informació sobre la localització de la 
patologia. Tot i així, la localització de la infecció és un gran repte, ja que la malaltia es presenta amb un alt grau d'heterogeneïtat.
Les proves de diagnòstic, generalment, consisteixen en una combinació de proves que engloben raigs X, tomografia computada, RMI i proves escintigràfiques que consisteix a utilitzar la radiació d'un isòtop radioactiu que s'injecta al cos per tal d'impressionar la pel·lícula fotogràfica. En aquest cas l'escintiografia s'utilitza per detectar els cúmuls de glòbuls blancs, informació que és de gran utilitat, doncs les altres tècniques presenten carències que poden afectar el correcte diagnòstic.
Es va dur a terme un estudi amb 119 persones sospitoses de patir osteomielitis. Aquest consistia en la comparació de l'ús de glòbuls blancs extrets marcats amb 99mTc-HMPAO i tornats a injectar en el cos del pacient, amb l'ús de 99mTc-besilesomab en les proves de escintiografia, ja que es coneix que aquest anticòs procedent dels ratolins té una afinitat pels granulòcits que podria ser útil en el diagnòstic de l'osteomielitis. Així doncs, el procediment va consistir a subministrar una dosi de 99mTc-besilesomab per dur a terme la escintiografia i posteriorment, amb una diferència de 2-4 dies, els glòbuls blancs marcats amb 99mTC-HMPAO per tal de comparar els 2 productes. L'estudi va concloure que el 99mTc-besilesomab proporciona una informació comparable a la dels glòbuls blancs marcats amb 99mTc-HMPAO i que no presenta cap risc afegit en comparació als glòbuls blancs marcats. Per altra banda, cal destacar que el besilesomab presenta una major especificitat i sensibilitat en la detecció d'osteomielitis perifèria. Per això, l'estudi confirma el 99mTc-besilesomab com un bon mètode per a la detecció d'osteomielitis.